# ناصر بن سليمان الناصر
ناصر بن سليمان الناصر مهندس كهربائي سعودي، وهو الرئيس التنفيذي لمجموعة إس تي سي منذ 26 فبراير 2018. قدم في 28 نوفمبر 2020 استقالته لمجلس إدارة مجموعة إس تي سي، وقد قُبلت الاستقالة على أن يظل في منصبه رئيسًا تنفيذيًا للمجموعة حتى 28 مارس 2021.

## تعليم
حاصل على شهادة البكلوريوس في الهندسة الكهربائية من جامعة الملك سعود.

## المسيرة المهنية
كان يشغل منصب الرئيس التنفيذي لمجموعة إس تي سي بداية من 7 يونيو 2018  وحتى 28 مارس 2021 وشغل سابقًا منصب الرئيس التنفيذي للعمليات في شركة الاتصالات السعودية بين عامي 2015 و2018، بالإضافة إلى منصب النائب الأعلى للتقنية والعمليات في الشركة ذاتها، كما عمل في هيئة الاتصالات وتقنية المعلومات السعودية بين عامي 2003 و2005 وتولى فيها منصب مدير عام المعايير الفنية والترقيم، كما كان مسؤولًا عن قطاع الشبكات وتقنية المعلومات في شركة موبايلي. نال جائزة «أفضل رئيس تنفيذي بقطاع الاتصالات وتقنية المعلومات» عام 2019، وذلك ضمن مؤتمر وجوائز أفضل رئيس تنفيذي "Top CEO" الذي انعتقد في البحرين، كما مُنِح في نفس العام جائزة «أفضل رئيس تنفيذي في قطاع صناعة الاتصالات وتقنية المعلومات في المنطقة» خلال قمة «تيليكوم ريفيو» التي اُقيمت في دبي.